# Gemeindeverwaltungsverband Müllheim-Badenweiler
Der Gemeindeverwaltungsverband Müllheim-Badenweiler ist ein Gemeindeverwaltungsverband (gängige Abkürzung = GVV) im baden-württembergischen Landkreis Breisgau-Hochschwarzwald, zu dem sich fünf Gemeinden des Markgräflerlandes zusammengeschlossen haben.

## Mitgliedsgemeinden
Der Gemeindeverwaltungsverband am 27. Juni 1974 von den nachstehenden Gemeinden gegründet, die auch die heutigen Mitgliedsgemeinden sind:
- Müllheim im Markgräflerland
- Badenweiler
- Sulzburg
- Auggen
- Buggingen

## Statistik
Im Dezember 2020 lebten rund 33 600 Einwohner in den Gemeinden des Gemeindeverwaltungsverbandes Müllheim-Badenweiler, was 12,7 % der Bevölkerung des Landkreises Breisgau-Hochschwarzwald entspricht. Die Fläche der Gemarkungen der in der Verwaltungsgemeinschaft zusammengeschlossenen Gemeinden beläuft sich auf 123,14 Quadratkilometer und damit 8,9 % des Kreisgebietes. Die Bevölkerungsdichte beträgt 273 Einwohner pro Quadratkilometer, was über dem Durchschnitt im Landkreis Breisgau-Hochschwarzwald (192) liegt.
| Gemeinde                    | Einwohner | Fläche (km²) |
| Müllheim im Markgräflerland | 19 119    | 57,91        |
| Badenweiler                 | 4 498     | 13,03        |
| Sulzburg                    | 2 732     | 22,74        |
| Auggen                      | 2 810     | 14,15        |
| Buggingen                   | 4 412     | 15,31        |
| ** GVV                      | 33 571    | 123,14       |

## Die Organe des Gemeindeverwaltungsverbandes
Oberstes Organ des Gemeindeverwaltungsverbandes ist die Verbandsversammlung. Die Verbandsversammlung setzt sich jeweils aus den Bürgermeistern der Mitgliedsgemeinden und 15 weiteren Mitgliedern zusammen, wobei Müllheim neun, Badenweiler und Buggingen je zwei, Auggen und Sulzburg je einen Vertreter entsenden. Diese Vertreter werden von den jeweiligen Gemeinderäten gewählt. Damit hat die Verbandsversammlung insgesamt 21 Mitglieder. Mit dem Verbandsvorsitz hat der Gemeindeverwaltungsverband ein weiteres Verwaltungsorgan neben der Verbandsversammlung. Der Verbandsvorsitzende wird von der Verbandsversammlung gewählt. Sitz des Verbandes ist Müllheim, die Verbandsverwaltung ist im Müllheimer Rathaus untergebracht.

## Aufgaben
Die Verbandsverwaltung umfasst:
Die untere Baurechtsbehörde, die untere Denkmalschutzbehörde und die untere Verkehrsbehörde. Zudem ist die GVV zuständig für Sicherheit, Ordnung und Gewerberecht
Die Abgaben-, Kassen- und Rechnungsgeschäfte sind ausdrücklich ausgenommen und verbleiben bei den Mitgliedsgemeinden.
Die GVV vertritt die Mitgliedsgemeinden überdies im Zweckverband „Gewerbepark Breisgau“.